# Apagesoma australis
Apagesoma australis is een straalvinnige vissensoort uit de familie van naaldvissen (Ophidiidae). De wetenschappelijke naam van de soort is voor het eerst geldig gepubliceerd in 2008 door Nielsen, King & Møller.